# Erzgebirgische Heimatkunde
Erzgebirgische Heimatkunde war eine Reihe von kleineren Monographien über das sächsische Erzgebirge, die zwischen 1922 und 1939 erschienen ist. Der Verlag wechselte mehrfach. Das Heft 1 erschien bei Helmert, Schwarzenberg i. Sa. Später wurden die Hefte im Verlag des Städtischen Geschichtsvereins, Schwarzenberg i. Sa., des Glückauf-Verlags, Schwarzenberg i. Sa., Friedrich Hofmeister, Leipzig u. a. herausgegeben. Zu den Autoren zählten mehrere Heimatforscher aus dem Raum Schwarzenberg/Erzgeb.

## Erschienene Hefte (Unvollständig)
- 1: Horst Henschel: Der Prinzenraub am 7. Juli des Jahres 1455 aus Berichten von Zeitgenossen, Chroniken und sonstigen Abhandlungen zusammengestellt. Helmert, Schwarzenberg 1922 (31 Seiten).
- 2: Horst Henschel: Der grosse Brand zu Schwarzenberg im Erzgebirge am 2. Mai 1824. Erzgebirgszweigverein, Schwarzenberg 1924.
- 3 bis 5: Johann Traugott Lindner: Wanderungen durch die interessantesten Gegenden des Sächsischen Obererzgebirges. Geschichtsverein, Schwarzenberg 1926.
- 7: Karl Knopf: Die Erzgrube „Herkules-Frisch-Glück“ am Fürstenberge im Erzgebirge. Geologischer, bergmännischer und geschichtlicher Führer. Städt. Geschichtsverein, Schwarzenberg i. Sa. 1926.
- 8: Karl Knopf: Klima und Wetter in Schwarzenberg heimatkundliche Studie aus dem oberen Erzgebirge auf Grund der Beobacht. an der meteorologischen Station Schwarzenberg. Glückauf-Verlag, Schwarzenberg/Sa., 1927 (15 Seiten).
- 9: Richard Oertel: Nicol List. Die Geschichte eines Räubers aus dem Erzgebirge. Ziesche, Wilkau-Haßlau 1935.
- 10: Walter Fröbe: Die Geschichte der Stadt Schwarzenberg in Sachsen. Erzgebirgszweigverein, Schwarzenberg 1927.
- 12: Kurt Unger: Talsperre Weiterswiese bei Carlsfeld. Was die alte Weiterswiese erzählt. Glückauf-Verlag, Schwarzenberg 1933.
- 13: Georg R. Landmann: Das Jägerhaus auf dem Ochsenkopf. Städt. Geschichtsverein, Schwarzenberg 1927.
- 14: Richard Berger: Erinnerungen aus dem Bergwalddorfe Breitenbrunn. Verlag Geschichtsverein, Schwarzenberg/Sa. 1930 (45 Seiten).
- 15: Horst Henschel: Krokuswiesen bei Drebach. Glückauf-Verlag, Schwarzenberg i. Sa. 1931.
- 16: Horst Henschel: Hochwasser-Katastrophe im Schwarzwassertal 6. Juli 1931. Rat der Stadt, Schwarzenberg 1931.
- 17: Horst Henschel: Führer durch Schwarzenberg, die Perle des Erzgebirges. Schwarzenberger Buchhandlung, Schwarzenberg 1932.
- 18: Horst Henschel: Die grosse Flut im Steinbachtal und bei Breitenhof im Schwarzwassertal am 6. Juli 1931. Erzgebirgszweigverein, Breitenbrunn 1931.
- 19: Horst Henschel: Singendes Land. 400 Mundartlieder aus der Erzgebirge. Hofmeister, Leipzig 1939.